# Francesco Busi
Francesco Busi (* 25. September 1970 in Bologna) ist ein ehemaliger italienischer Squashspieler und heutiger Squashtrainer.

## Karriere
Francesco Busi nahm mit der italienischen Nationalmannschaft in den Jahren 1991, 1995 und 2003 an der Weltmeisterschaft teil. Zudem gehörte er zwischen 1994 und 2004 mehrere Male zum italienischen Kader bei Europameisterschaften. 1994 und 1997 wurde er italienischer Meister. Nach seiner aktiven Karriere wurde er als Squashtrainer tätig. So war er unter anderem Nationaltrainer Italiens und Dänemarks.

## Erfolge
- Italienischer Meister: 1994, 1997